# 土话
一个国家或地区所使用的非标准化的民族语言或方言，都可以称为土话。
在汉语方言学中，土话特指汉语方言中分区归属尚不清楚，有待深入调查研究的一部分方言，如粤北土话、湘南土话:117。
土话有时也称方言、地方话或土白话。土话一词有时指俗語。

## 例子
- 《二十年目睹之怪现状》第二二回：“除此之外，还有一种人，这里上海有一句土话，叫甚么‘书毒头’，就是此边说的‘书呆子’的意思。”
- 张恨水《八十一梦》第十梦：“魏法才果然向那人说了几句土话。”
- 谢觉哉《书同文·语同音》：“谈谈讲话罢！有这么一种习惯，同乡人见面，要讲土话，否则是‘卖祖’。